# 圣方济各修院
圣方济各修院（Couvent Saint-François）是法国蓝色海岸尼斯的一个天主教方济各会修院，位于尼斯老城，塔街和圣方济各广场（rue de la Tour et place Saint-François）。今天只剩遗迹。

## 历史
方济各会在1239年进入尼斯，最初远离城市，因面临劫匪的威胁，院长决定迁址到尼斯城堡的山脚下。1250年11月17日，磨坊主奥吉尔巴达特捐赠了新修院的土地。
1705至1706年尼斯围城期间，修院遭严重破坏。法国大革命期间，修院遭没收，被法庭和军队占用。1798年修院被拍卖。
1993年6月23日，钟楼、唱经楼和教堂立面列为法国历史古迹。